# Тайкудик
Тайкуди́к (каз. Тайқұдық) — село у складі району Турара Рискулова Жамбильської області Казахстану. Входить до складу Корагатинського сільського округу.
У радянські часи село називалось Участок № 2 совхоза Курагатинський.
Населення — 54 особи (2021; 81 у 2009, 69 у 1999).